# 134. vestlige længdekreds
Den 134. vestlige længdekreds (eller 134 grader vestlig længde) er en længdekreds, der ligger 134 grader vest for nulmeridianen. Den løber gennem Ishavet, Nordamerika, Stillehavet, det Sydlige Ishav og Antarktis.